# Ganges
Ganges er en flod i det nordlige Indien og Bangladesh. Floden har en lang historie som hellig i Indien, hvor den omtales som "den hellige Ganga". Ganges øvre løb udgøres af Bhagirathi, som er en smeltevandsflod, der udspringer af Gangotrigletsjeren i Himalayabjergene. Denne flod flyder sammen med Alaknandafloden nær Deoprayag og danner derved Gangesfloden. Herfra løber floden over de store sletter i det nordlige Indien - Gangessletten. Undervejs deler floden sig i et væld af bifloder, eksempelvis Padma-floden, som løber ind i Bangladesh, hvor den flyder sammen med Jamunafloden, en biflod til Brahmaputrafloden. Ganges udmunder i Den Bengalske Bugt.
August er den måned, hvor der er mest vand i floden.
Hinduer anser vandet i Ganges for at være spirituelt rent og rensende, hvorfor de anser det for rensende at bade i Ganges. 
- Wikimedia Commons har flere filer relateret til Ganges

22°05′00″N 90°50′00″Ø / 22.0833°N 90.8333°Ø